# Terror Train
Terror Train è un film del 1980 diretto da Roger Spottiswoode e tra gli altri interpretato da Jamie Lee Curtis, Ben Johnson e David Copperfield.

## Trama
Gli studenti di un college si radunano per la festa di fine anno, dove i ragazzi più popolari sono soliti schernire le matricole e i coetanei vergini. La bella Alana Maxwell si fa convincere da alcuni amici - tra cui il fidanzato Mo - a partecipare ad uno scherzo all'impacciato e timido Kenny Hampton: i ragazzi lo portano in una camera buia, dove gli dicono che ad attenderlo c'è Alana per fare sesso con lui. In realtà, il futuro medico Doc Manley (organizzatore dello scherzo) ha sostituito Alana con un cadavere fresco di obitorio; quando Kenny lo scopre, va nel panico e viene umiliato da tutti e anche Alana resta sconvolta davanti alla reazione di Kenny.
Tre anni dopo, gli stessi studenti festeggiano lo stesso evento a bordo di un treno, interamente affittato da Doc e Mo (molto ricco di famiglia), che ha chiamato anche un illusionista per intrattenere la serata. Tutti gli studenti sono mascherati e intendono darsi presto ai bagordi, mentre il capotreno Carne supervisionerà dalla sua cabina assieme al conducente Walter. Alla partenza del treno, però, il buffone della scuola Ed (mascherato da Groucho Marx) viene ucciso sui binari, e l'assassino prende la sua maschera confondendosi con gli altri. Nel frattempo, nella baldoria generale, Alana litiga con Mo poiché ha scoperto che l'idea di organizzare un party sul treno non è stata sua ma di Doc, che lei disprezza, e si avvicina al mago. L'assassino uccide anche Jackson, un ragazzo mascherato da Mostro della laguna che si era ubriacato in un bagno, rubandone il costume per attirare Mitchy (la ragazza di Doc) e farle fare una fine simile. Alana si accorge dell'assenza degli amici e avvisa Carne, che scopre i cadaveri. A causa del traffico sulla linea ferroviaria, il treno non può ancora fermarsi, e Carne decide di chiudere tutti gli studenti in un solo vano per evitare altri omicidi. Tuttavia, il killer riesce a colpire ancora uccidendo Mo. Dopo aver finalmente fermato il convoglio, tutti gli studenti vengono fatti scendere: Alana dice a Doc di ricordarsi che Kenny, il ragazzo umiliato anni prima, era stato ricoverato in una clinica psichiatrica poiché dopo lo scherzo era divenuto violento, e che era anche appassionato di trucchi di magia. È quindi convinta che l'assassino sia qualcuno imparentato con Kenny che adesso vuole vendicarlo: i suoi sospetti ricadono sul mago, che nel frattempo sembra essere scomparso dal treno. Quando il treno riparte, anche Doc e Walter vengono uccisi, mentre Alana viene inseguita dal killer (stavolta nascosto sotto la maschera di Mitchy) e resta bloccata con lui in una vecchia carrozza inutilizzata. Dopo una colluttazione dove riesce anche a ferirlo, Alana ha la meglio e riesce a buttarlo giù dal treno. Quando tutto sembra finito, i sopravvissuti vengono messi da Carne su un vagone in attesa dell'arrivo al capolinea. Alana, sconvolta, non vuole aggregarsi agli altri e resta da sola, ma scopre che l'assassino è ancora a bordo. Inoltre, rinviene il cadavere dell'illusionista chiuso in una delle sue casse per giochi di prestigio. Dopo aver chiesto aiuto a una figura che crede essere Carne, Alana scopre che l'assassino è davvero Kenny Hampton: grazie al suo aspetto efebico e la voce effemminata, era riuscito a camuffarsi come assistente del mago, una figura sempre rimasta in disparte che tutti credevano essere una donna. Kenny tiene in trappola Alana e la obbliga a baciarlo, ma il bacio fa ricordare al ragazzo il trauma subito tre anni prima e quindi va nel panico come allora. Approfittando di questa distrazione di Kenny, Carne irrompe nella carrozza e riesce a gettarlo di sotto. Nella scena finale, il corpo di Kenny si sfracella su un lago ghiacciato dopo essere volato da un ponte.

## Produzione
Con un bilancio di produzione di 3,5ml $, le riprese si sono tenute interamente in Canada, nella città di Montréal, per una durata di circa un mese, dal 21 novembre al 23 dicembre 1979.

## Distribuzione
| Date di uscita internazionali | Date di uscita internazionali | Date di uscita internazionali | Date di uscita internazionali                            |
| Paese                         | Titolo film                   | Date                          | Note                                                     |
| ----------------------------- | ----------------------------- | ----------------------------- | -------------------------------------------------------- |
| Stati Uniti                   | Terror Train                  | 3 ottobre 1980                |                                                          |
| Canada                        | Terror Train                  | 10 ottobre 1980               | Uscito come Le monstre du train nelle regioni francofone |
| Turchia                       | Dehset treni                  | febbraio 1981                 |                                                          |
| Australia                     | Terror Train                  | 19 marzo 1981                 |                                                          |
| Francia                       | Le monstre du train           | 17 giugno 1981                |                                                          |
| Germania Ovest                | Monster im Nacht-Express      | 18 giugno 1981                |                                                          |
| Finlandia                     | Kauhun kiskot                 | 14 agosto 1981                |                                                          |
| Norvegia                      |                               | 30 settembre 1981             |                                                          |
| Svezia                        | Dödens tåg                    | 30 ottobre 1981               |                                                          |
| Italia                        | Terror Train                  | 26 maggio 1984                |                                                          |

### Edizioni home video
In Italia il film è uscito anche per il mercato casalingo mantenendo il titolo originale, con una versione in videocassetta vietata ai minori di 14 anni e una riedizione in DVD vietata ai minori di 18 anni.
Accoglienza
Il film ha incassato circa 8 milioni di dollari.

## Riconoscimenti
Terror Train è stato candidato per i seguenti premi:
Saturn Award 1981:
- Candidatura per il premio al Miglior Film Internazionale
- Candidatura per il premio alla Migliore attrice a Jamie Lee Curtis

Genie Awards 1981:
- Candidatura per il premio alla Miglior colonna sonora a John Mills-Cockell
- Candidatura per il premio alla Miglior scenografia a Glenn Bydwell
- Candidatura per il premio al Miglior sonoro complessivo a Dino Pigat, David Appleby, Austin Grimaldi e Bo Harwood

## Remake
Nell'aprile 2007 i produttori Avi Lerner e Danny Dimbort per la Nu Image, annunciarono che Gideon Raff avrebbe scritto e diretto un remake di Terror Train. Il titolo di lavorazione del film era stato mantenuto in conformità con l'originale, ma in seguito fu cambiato semplicemente in Train.